# Åke Hedström
Nils Åke Hedström, född 16 mars 1932 i Lund, är en svensk fotograf baserad i Malmö.  Hedström började fotografera i tjugoårsåldern, och var i början av sin karriär assistent åt fotografen Sten Didrik Bellander och senare åt fotgrafen Georg Oddner. 
Hedström har genom åren producerat ett stort antal fotografiska projekt och gett ut ett flertal fotoböcker. Hans verk finns representerat på flera svenska museer, bland annat Moderna Museet, Malmö Museer och Statens konstråd. 

## Priser och utmärkelser
- Svenska Fotobokspriset 2005